# Kukës
Kukës este un oraș din Albania.